# Vol Metrojet 9268
Le 31 octobre 2015, l'Airbus A321 assurant le vol Metrojet 9268, un vol charter international entre Charm el-Cheikh (Égypte) et Saint-Pétersbourg (Russie), s'écrase  dans la péninsule du Sinaï. Les 224 personnes à bord, 217 passagers — en grande majorité russes — et 7 membres d'équipage, périssent toutes dans l'accident. Selon les conclusions de l'enquête, l'avion de Metrojet (nom commercial de la compagnie aérienne russe Kogalymavia, anciennement Kolavia) a probablement été victime d'une explosion alors qu'il allait atteindre son altitude de croisière.
Le jour même du crash, l'État islamique revendique la responsabilité de la catastrophe par la voix de Wilayat Sinaï. L'hypothèse d'un attentat est jugée la plus probable par les autorités américaines et britanniques. Elle est d'abord jugée « possible » par les Russes, qui annoncent le 17 novembre qu'une bombe artisanale équivalant à un kilogramme de TNT a détruit l'appareil en plein ciel. Seule l'Égypte refuse d'écarter la piste d'une défaillance technique jusqu'en février 2016. 
Il s'agit du premier attentat réussi dans un avion depuis ceux du 11 septembre 2001. Le 24 février 2016, le président égyptien, Abdel Fattah al-Sissi, reconnaît que l'avion a été victime d'un acte terroriste. Il s'agit alors de l'attentat le plus meurtrier commis en Égypte, avant d'être dépassé le 24 novembre 2017 par le massacre de la mosquée de Bir al-Abed,.

## Contexte

### Avion

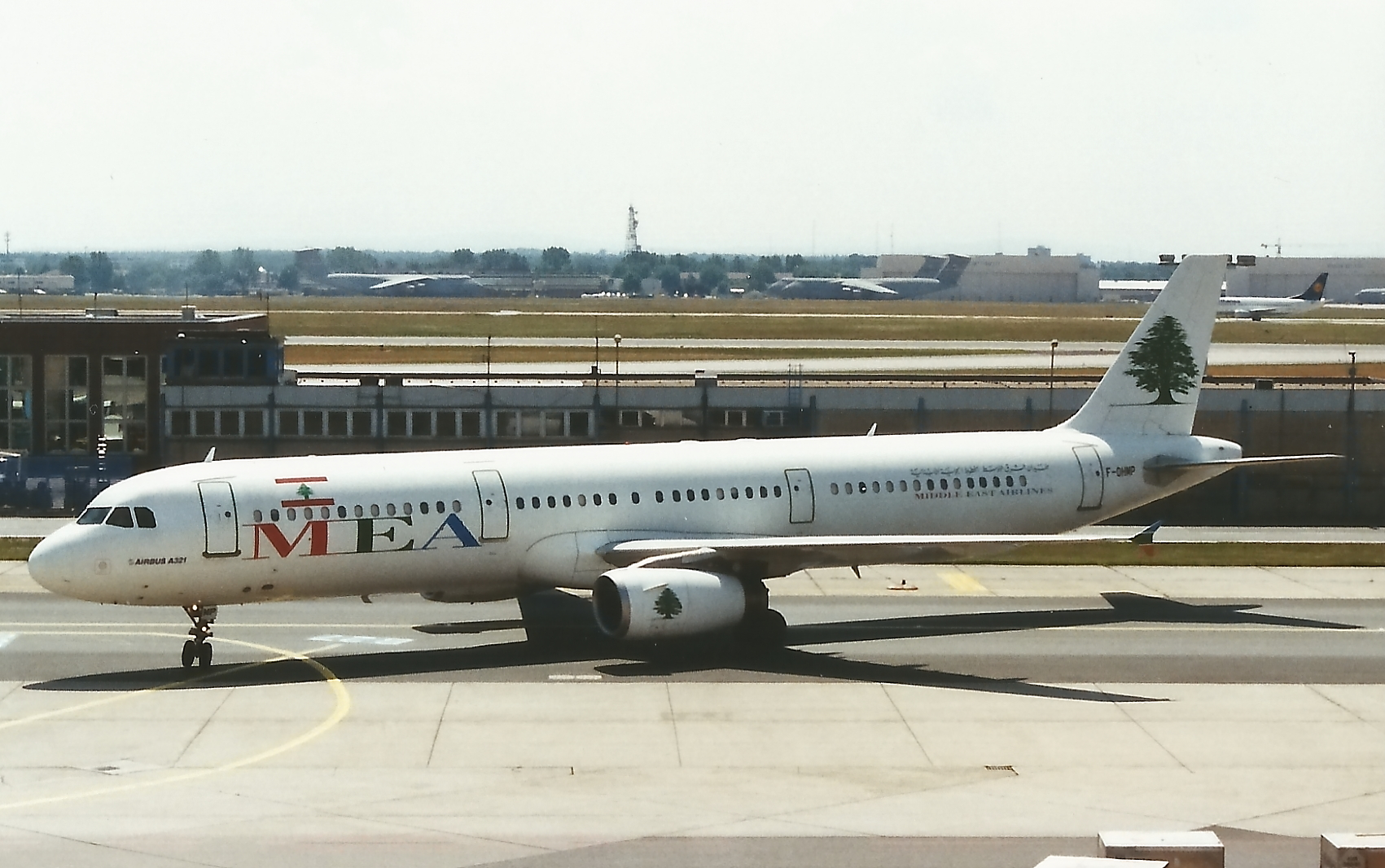
L'Airbus A321 impliqué dans l'attentat, alors opérant pour Middle East Airlines (F-OHMP), photographié à l'aéroport de Francfort-sur-le-Main en juin 2000.

L'appareil impliqué est un Airbus A321-231 âgé de 18 ans (numéro de série 663). Il a effectué son vol inaugural le 9 mai 1997 et a été livré neuf à Middle East Airlines le 27 mai, avec l'immatriculation F-OHMP. En 2003, il a été loué par Onur Air et, à partir de 2007, il a été sous-loué à Saudia et à plusieurs autres transporteurs, avec comme nouvelle immatriculation TC-OAE. En avril 2012, Kolavia a acquis l'avion avec sa nouvelle immatriculation, EI-ETJ, et l'a transféré à Kogalymavia, une petite compagnie aérienne basée en Sibérie occidentale, en mai de cette année.
Le 16 novembre 2001, alors qu'il assurait le vol Middle East Airlines 304, il a subi un tailstrike (toucher de queue) lors de son atterrissage à l'aéroport international du Caire, en Égypte. Ni l'équipage ni les passagers n'ont été blessés, mais l'avion a subi d'importants dégâts sur l'arrière du fuselage. En trois mois, l'avion a été réparé et remis en service.
Au moment de l'accident, cette version allongée de l'Airbus A320 appartenait à AerCap, basé à Dublin, et cumulé 56 000 heures de vol, effectués sur près de 21 000 cycles (décollages/atterrissages).

### Passagers et équipage
L’équipage du vol 9268 était composé de deux pilotes et cinq agents de bord :
- Le commandant de bord - Valery Iourievitch Nemov, (en russe Валерий Юрьевич Немов), cumulait plus de 12 000 heures de vol, dont 3 860 heures sur l'A321 (1 100 heures en tant que commandant de bord)
- Le copilote - Sergueï Stanislavovitch Troukhatchev, (en russe Сергей Станиславович Трухачёв)
- Le responsable de bord - Valentina Petrovna Martsevitch, (en russe Марцевич Валентина Петровна)
- Les agents de bord : 
  - Andreï Vitalyevitch Belomestnov (en russe Андрей Витальевич Беломестнов)
  - Irina Dmitrieva Olarou (en russe Ирина Дмитриевна Олару)
  - Stanislav Vasilievitch Sviridov (en russe Станислав Васильевич Свиридов)
  - Alexeï Andreïevitch Filimonov (en russe Алексей Андреевич Филимонов)

Selon les informations de Rosaviation, à bord se trouvaient 192 passagers adultes et 25 enfants.
| Personnes à bord | Personnes à bord | Personnes à bord | Personnes à bord |
| Pays d'origine   | Passagers        | Équipage         | Total            |
| ---------------- | ---------------- | ---------------- | ---------------- |
| Russie           | 212              | 7                | 219              |
| Ukraine          | 4                |                  | 4                |
| Biélorussie      | 1                |                  | 1                |
| Total à bord     | 217              | 7                | 224              |

## Déroulement des faits

Le trajet de l'aéronef, le point noir indique le départ et le point rouge indique le lieu de crash.

Le vol 9268, qui effectue la liaison entre l'aéroport international de Charm el-Cheikh, en Égypte, et l'aéroport international Pulkovo de Saint Pétersbourg, en Russie, avec 217 passagers ainsi que 7 membres d'équipage à bord, s'est écrasé dans la péninsule du Sinaï peu après son décollage à 5 h 51 (heure locale) dans une zone montagneuse de la province désertique du Nord-Sinaï. 
Avant que l'avion entre en contact avec Larnaca, les contrôleurs aériens égyptiens avaient annoncé avoir perdu le contact avec cet avion à 6 h 13 min 22 s locales (5 h 13 min 22 s UTC) soit 23 minutes après son décollage, alors que l'appareil se trouvait à une altitude de près de 31 000 pieds (9 450 mètres). Les données reçues de l'avion les 20 dernières secondes sont erratiques, indiquant des variations d'altitude de 27 925  à   33 500 pieds (8 511  à   10 210 mètres - données Flightradar24).
L'épave est retrouvée au sol près d'Hassana, dans la péninsule du Sinaï et les débris de l'avion sont retrouvés au sol, éparpillés sur plus de 15 km2 et photographiés par le satellite Pléiades-1A ; les ailes et l'avant du fuselage étant localisés par 30°10'09.0"N 34°10'21.6"E, soit au sud-est de la dernière position ADS-B (il y avait un vent d'ouest-nord-ouest de 50 kt en altitude).

## Opérations de recherches
Selon les services égyptiens de la sécurité et de la santé, les corps des victimes, dont certains ont été gravement brûlés, sont éparpillés dans un périmètre de près de cinq kilomètres et ont été transportés à la morgue du Caire, en Égypte. Une centaine de secouristes russes ont été envoyés sur place pour aider à rassembler les corps et récolter des indices.
Les deux boîtes noires de l'avion ont été retrouvées le jour de l'accident et leur examen par des enquêteurs russes et égyptiens a débuté dès le lendemain.
Un porte-parole des équipes de sauvetage indique que les équipes de secours ont trouvé le corps d'une petite fille de trois ans à 8 km de l'épave principale, indiquant que l'avion s'était disloqué en plein vol. Il déclare également que de nombreux corps retrouvés n'auraient plus de jambes.
Avec 219 victimes de nationalité russes, c'est la catastrophe aérienne ayant fait le plus de victimes russes de l'histoire de l'aviation, surpassant celle du vol Aeroflot 5143 survenue en 1985.

## Enquête
Une enquête a été ouverte par le comité russe d'investigation en Russie à l'encontre de la compagnie aérienne russe Kogalymavia pour « violation des règles de vol avec préméditation ». 
Deux enquêteurs du Bureau d'enquêtes et d'analyses pour la sécurité de l'aviation civile français (BEA) et deux autres de son homologue allemand, le Bundesstelle für Flugunfalluntersuchung (BFU), représentants l'État de conception de l'avion et accompagnés de six conseillers techniques d'Airbus, ainsi que quatre enquêteurs russes de l’Interstate Aviation Committee (MAK), représentant l’État de l’exploitant, ont été dépêchés sur les lieux.

### Premiers éléments
Les pilotes n'ont pas émis de message avertissant d'un quelconque problème technique, ni demandé de déroutement. Les deux boîtes noires ont été retrouvées le jour même.
Selon les premières déclarations du directeur du Comité intergouvernemental d'aviation (MAK) russe, l'avion s'est disloqué en vol et ses « fragments se sont éparpillés sur une grande surface d'environ 20 kilomètres carrés ». En particulier, la queue de l'appareil est retrouvée plusieurs kilomètres en arrière du plus gros des débris, constitué des ailes et d'une partie du fuselage avant.

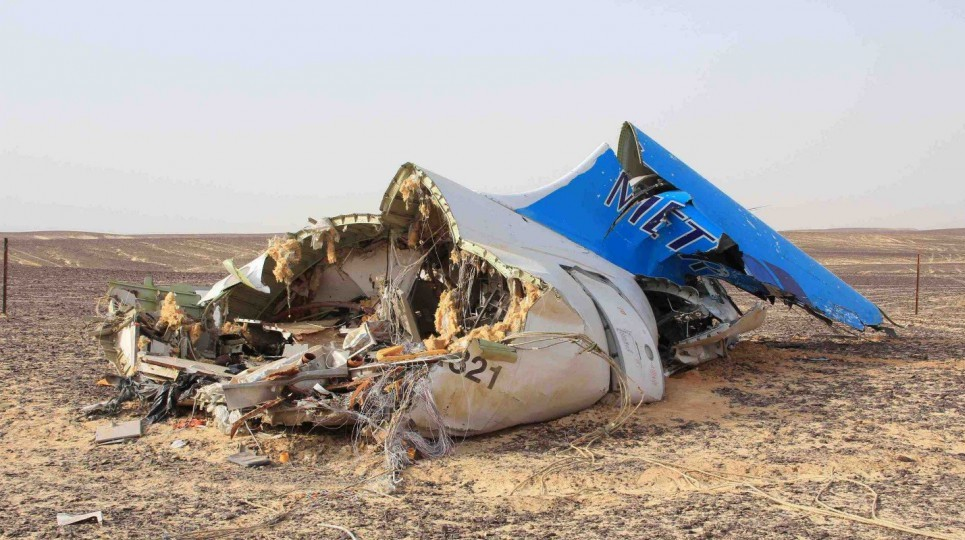
La section de la queue de l'avion, qui s'est détaché du fuselage après l'explosion.

Selon un responsable de la compagnie, Alexandre Smirnov, « En moins d’une minute, le vol 7K9268 a perdu plus de 300 km/h et a perdu 1 500 mètres d’altitude. Aucune tentative de l’équipage de faire part d’un événement extraordinaire n’a été enregistrée » ajoutant que selon lui « l’avion était en excellent état technique ». Il a exclu une défaillance technique ou une erreur de pilotage et a estimé que « la seule cause possible est une action extérieure » sans pour autant donner des précisions.
Selon les premières expertises médico-légales des corps des victimes de la catastrophe, les passagers du vol se trouvant à l'avant de l'appareil présentaient des traumatismes crâniens, de multiples fractures des membres supérieurs et inférieurs, des contusions sur la poitrine, l'abdomen et du bassin et des hémorragies. Ces passagers sont morts de perte de sang aiguë, et de traumatisme crânien ouvert.
Quant aux passagers se trouvant dans la partie arrière de l’appareil, la nature de leurs blessures est nettement différente de celle des passagers se trouvant à l'avant de l’appareil. Leurs corps montrent des signes de traumas consécutifs à une explosion en vol. En effet, les experts auraient constaté des brûlures sur 90 % de leur peau. Ils ont également retrouvé des petits éléments de fuselage dans certaines dépouilles. Ces corps seront analysés pour déterminer la présence de possibles éléments explosifs. Le 3 novembre 2015, l’examen préliminaire des experts égyptiens et russes n'a révélé aucune trace d’explosion sur les corps des victimes[réf. souhaitée]. Selon un médecin égyptien, 25 corps qu'il a examinés présentent des brûlures graves au point qu'ils ont été sérieusement carbonisés et exigeront des échantillons d'ADN pour une identification.

Débris de l'avion
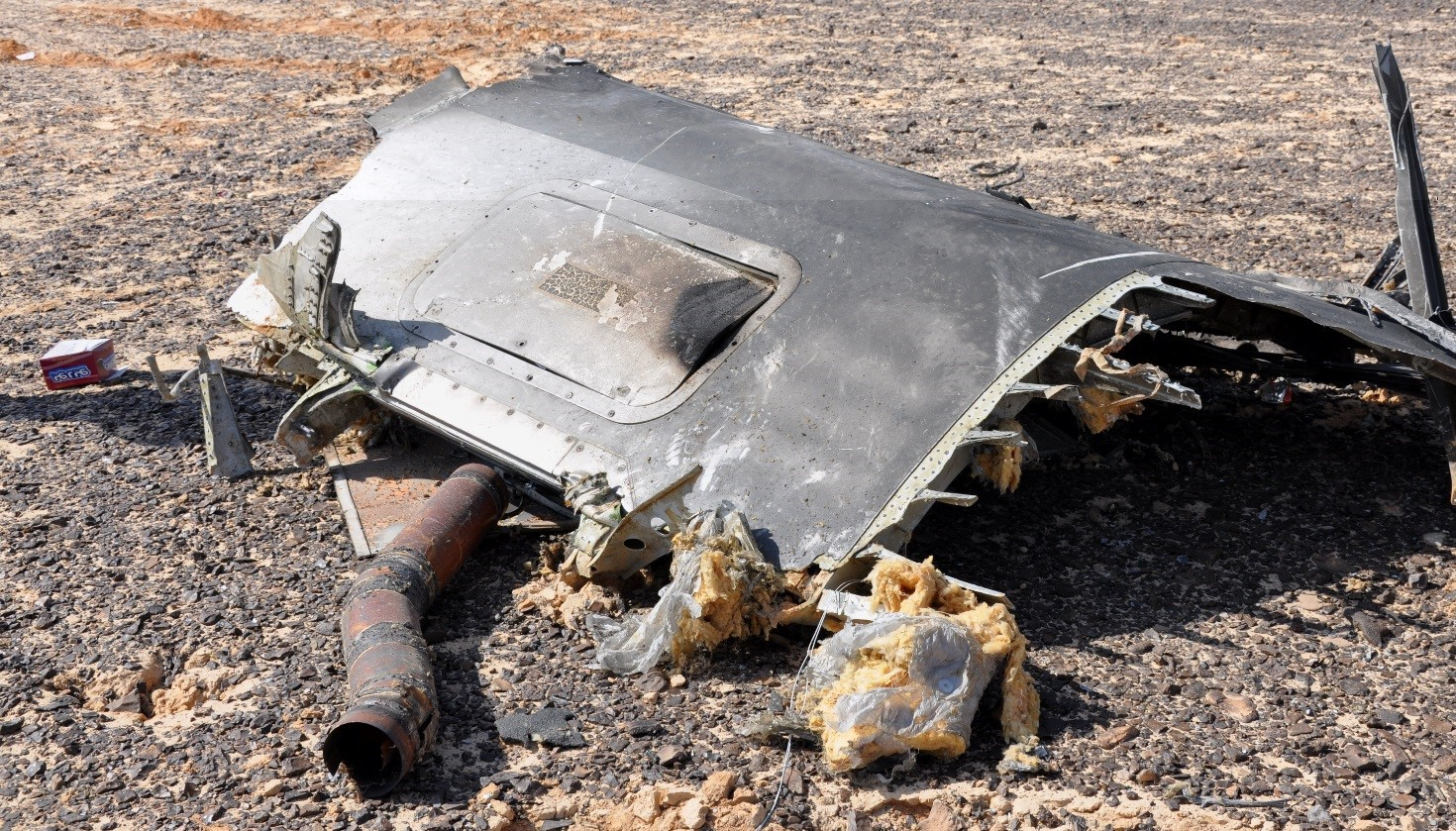
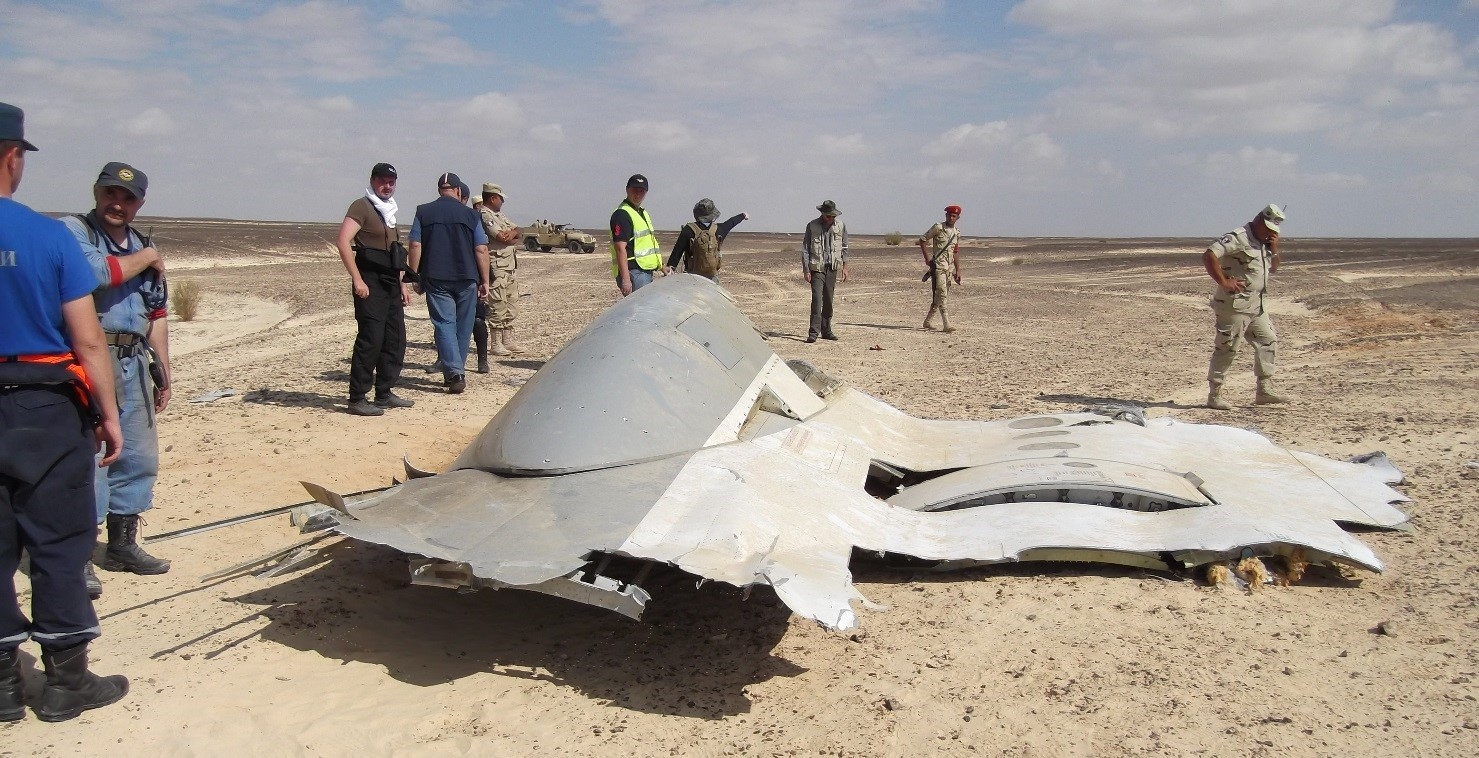
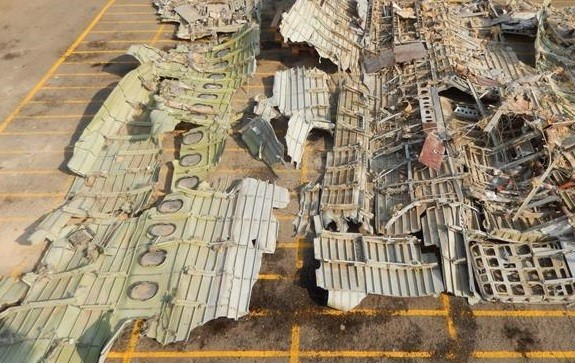
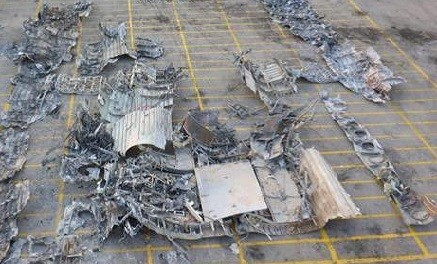

## Cause

### L'hypothèse de la défaillance technique
L'avion avait subi un toucher de queue à l'atterrissage au Caire en 2001, au cours duquel la queue avait été endommagée. Bien que la réparation ait été faite selon les normes constructeurs, un défaut résiduel de fatigue pourrait être à l'origine d'une décompression explosive, comme c'était arrivé en 1985 au vol Japan Airlines 123, qui reste la pire catastrophe aérienne de l'histoire impliquant un seul appareil avec 520 morts. 

### Piste de l'attentat confirmée
Le jour même, Wilayat Sinaï, « province du Sinaï » de l'État islamique, affirme dans un communiqué avoir provoqué le crash de l'appareil en réponse à l'intervention militaire de la Russie en Syrie débutée un mois plus tôt,, revendication confirmée plus tard par l'État islamique lui-même. Dans une des vidéos diffusée par l'EI, le chef de la Wilayat Sinaï, Abou Osama al-Masri, déclare « nous l'avons abattu par la grâce d'Allah et nous ne sommes pas tenus d'indiquer la méthode par laquelle nous l'avons abattu ». Le ministre russe des Transports affirme peu après le crash que la revendication de l'EI « ne peut être considérée comme exacte » et que les autorités aériennes égyptiennes « ne disposent d'aucune information qui confirmerait de telles insinuations ». Du côté des spécialistes du djihadisme, pour Romain Caillet, Mathieu Guidère et Wassim Nasr, la revendication de l'EI est crédible, l'État islamique n'ayant alors jamais revendiqué une action qu'il n'avait pas commise,.
Le 2 novembre, le président égyptien al-Sissi déclare à la BBC : « Les allégations pointant vers une piste terroriste sur le vol 7K9268 sont une insulte à la sécurité et la stabilité de l'Égypte. (…) Croyez-moi, la situation dans le Sinaï, en particulier dans cette zone limitée, est totalement sous notre contrôle ». Le régime égyptien se montre extrêmement prudent, car la confirmation d'un attentat serait une menace pour le tourisme qui représente 11,3 % du PIB du pays, d'autre part après avoir renversé les Frères musulmans lors d'un coup d'État en 2013 le maréchal al-Sissi cherche à légitimer sa politique répressive aux yeux des Occidentaux en se présentant comme un rempart contre le terrorisme djihadiste, mais là aussi la confirmation d'un attentat serait un aveu d'échec dans sa lutte contre la rébellion djihadiste dans le Sinaï,.
Lors d'un incident datant du 23 août 2015 mais seulement révélé par le Daily Mail le 6 novembre, un avion de Thomson Airways en provenance de Londres avait entrepris une manœuvre d'évitement après avoir aperçu une roquette s'approchant à environ 1 000 pieds (300 mètres) avant l'atterrissage à Charm-el-Cheikh. Les autorités égyptiennes et britanniques avaient conclu qu'il ne s'agissait nullement d'un missile anti-aérien mais d'exercices de tirs sol-sol de l'armée égyptienne, signalés à l'avance aux compagnies aériennes.
L'hypothèse d'un tir de missile est jugée peu probable étant donné la haute altitude à laquelle volait l'avion au moment où le contact a été perdu. L'appareil volait, en effet, à plus de 30 000 pieds soit au-delà de l'altitude que peuvent atteindre les systèmes SATCP que posséderait l'État Islamique. Cependant, les compagnies aériennes Lufthansa, Air France et KLM Royal Dutch Airlines ont annoncé un arrêt du survol du Sinaï jusqu'à nouvel ordre.
Reste la possibilité d'un engin explosif placé à bord, la revendication ne précisant pas les moyens employés. Le 4 novembre, le porte-parole du premier ministre, David Cameron, déclare que la Grande-Bretagne a « des craintes que la chute de l’avion ait été provoquée par un engin explosif » placé à bord de l'appareil tandis que des responsables du renseignement américain jugent la piste terroriste « hautement probable » sur la base de l'écoute de conversations suspectes dans le Sinaï,. Les médias égyptiens réagissent alors en brandissant la théorie du « complot anglo-américain » visant à déstabiliser économiquement l'Égypte,.
Le 6 novembre, l'analyse des boîtes noires, réalisée au Caire par l'aviation civile égyptienne aux côtés d'enquêteurs russes, français, allemands et irlandais, semble confirmer qu'une explosion non-accidentelle est à l'origine du crash de l'avion.  
Après les dénégations initiales des autorités russes, le Premier ministre russe Dmitri Medvedev admet le 9 novembre un possible acte « terroriste ». Enfin, le 17 novembre, la Russie reconnaît officiellement que le crash de l'avion est dû à un attentat. Alexandre Bortnikov, le directeur du FSB, déclare qu'une bombe artisanale a été déclenchée pendant le vol. D'après lui, des traces d'explosifs ont été retrouvées sur les débris de l'appareil et sur les effets personnels de passagers.
Le 18 novembre, le groupe Daech affirme dans Dabiq, avoir placé un engin explosif à l'intérieur de l'avion. La confirmation est accompagnée de la photo d'une canette de boisson gazeuse, du Schweppes Gold saveur ananas, dont Daech affirme qu'elle aurait dissimulé la bombe.

## Réactions

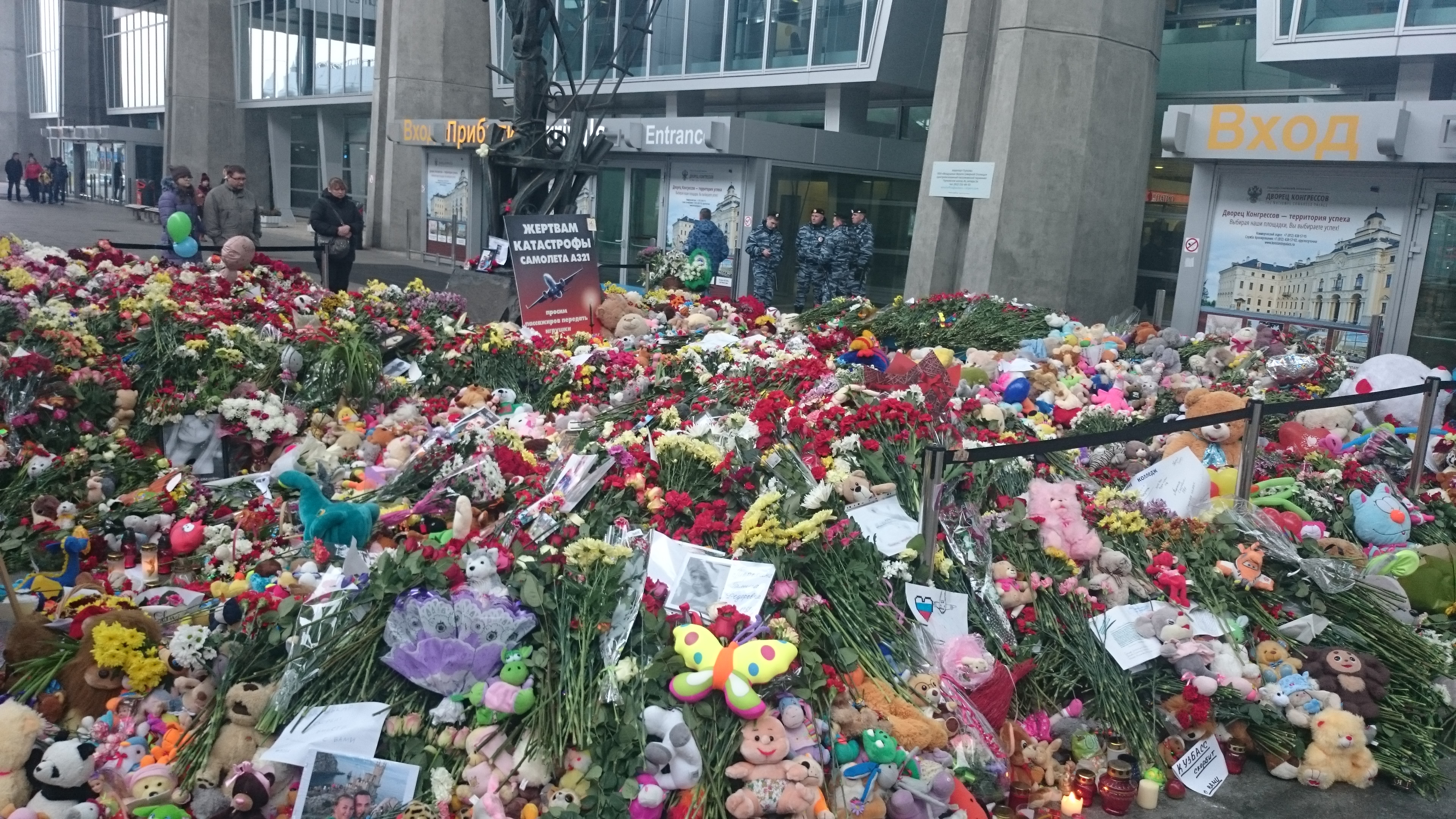
Chapelle ardente à l'aéroport de Poulkovo.

Suite au crash, Vladimir Poutine annonce que le 1er novembre 2015 sera une journée de deuil national en Russie et exprime ses « profondes condoléances » aux proches des victimes. 
De nombreux chefs d'État et responsables étrangers, ainsi que le secrétaire général de l'Organisation des Nations unies (ONU), ont également présenté leurs condoléances au président russe.

## Conséquences sur les liaisons aériennes
À la suite du crash, la Russie suspend tous ses vols avec l’Égypte. 
Ils ne seront rétablis que deux ans et demi plus tard, le 12 avril 2018, afin de permettre aux Égyptiens de venir soutenir leur équipe de football nationale, les Pharaons, durant la Coupe du monde de football de 2018 en Russie. Cette reprise des vols s'est faite contre une refonte totale des services de sécurité des principaux aéroports égyptiens opérée sous la supervision d’une société anglaise spécialisée, et contre des salles d’embarquement spéciales avec la présence discrète d’agents russes.

## Médias
L'accident a fait l'objet d'un épisode dans la série télé Air Crash nommé Terreur au-dessus de l'Égypte (Saison 17 - Episode 8).